# Al Pereira vs. The Alligator Ladies
Al Pereira vs. the Alligator Ladies es una película erótica y de terror, estrenada en 2012, dirigida por Jesús Franco. La cinta fue la última totalmente dirigida por el realizador malagueño quien falleciera al poco de su estreno comercial. La película se presentó en la programación oficial del Festival de Málaga y fue nominada al Premio Nuevas Visiones del Festival de Cine de Sitges de 2012.

## Trama
Al Pereira, anteriormente un detective seductor y amoral, con el paso del tiempo se ha ido haciendo cada vez más conservador. Su cambio ha sido hasta el punto de convertirse en un abanderado de la moral y el decoro. 
En su vida irrumpen las Alligator Ladies, una trío de hermanas entregadas al pecado y la desvergüenza, que han sido enviadas por su padre, el doctor Fu-Manchú, para intentar que Pereira vuelva a su vida de libertinaje.

## Reparto
- Antonio Mayans - Al Pereira / El Detective
- Irene Verdú - Alligator Lady
- Carmen Montes - Alligator Lady
- Paula Davis - Alligator Lady
- Luisje Moyano - Sal Pereira
- Naxo Fiol - Reñueles
- Mariví Carrillo - Agripina
- Jesús Franco - El Director
- Nestora Robles - Wo Man Chu
- Fernando Barranquero - Dr. Muerte

## Recepción
La película obtiene críticas predominantemente negativas en los portales y revistas de información cinematográfica. Sin embargo suele destacarse por ser la última película realizada por Jesús Franco y ser una muestra arquetípica de los proyectos cinematográficos que solía realizar desde los años 80 del siglo XX.

"Al Pereira vs. the Alligator Ladies es una auténtica locura de película, un auténtico delirio fruto de la mentalidad gamberra de su autor sin una auténtica trama a la que agarrarse el espectador. Sexo, moral, religión y la hipocresía social son elementos que parecen reverberar a lo largo del metraje inconexo de la cinta."
Critica de Guía del Ocio 

Los usuarios de la revista Fotogramas, con 19 votaciones, le otorgan una puntuación de 3,1 sobre 5.
En FilmAffinity obtiene una puntuación de 2,6 sobre 10 con 204 votos.

"Antes de finalizar comentar que estoy casi seguro que no os gustará. Es una manera un poco brusca de decirlo, pero este tipo de cine es para un público muy minoritario, si pertenecéis a él, no os la podéis perder. Concentra todo lo bueno y lo malo de un genio del cine español."
Critica de TerrorWeekend en FilmAffinity 

En IMDb, con 78 votaciones, tiene una valoración de 4,3.

"Debo admitir que me acerqué a esta película con un cierto presentimiento. He visto muchas películas del ultra-prolífico director de exploitation español Jess Franco, pero no había visto nada de lo que había hecho desde principios de los 80. En ese momento ya había hecho docenas de películas de muy bajo presupuesto que mostraban su, digamos, enfoque único para dirigir, que podía resumirse en rápido, sin problemas y al grano".
Crítica de Red-Barracuda en IMDB 